# Harry Goldring Kimber
Pour les articles homonymes, voir Goldring et Kimber.
Harry Goldring Kimber est un patron de presse canadien (1892 - 4 février 1966) qui fut le président et l'éditeur du quotidien The Globe and Mail de 1952 à 1957.